# IslamNews
IslamNews.ru (Ислам ньюс) — российский мусульманский новостной интернет-портал, освещающий общественно-политическую, экономическую, культурную и другие области жизни мусульман в России и за рубежом.

## История
Портал был создан в 2002 году Ассоциацией культурно-просветительских общественных объединений «Собрание» (председатель правления М. А. Саляхетдинов).  Издание зарегистрировано в Россвязьохранкультуре, свидетельство Эл. №ФС77-32075 от 28 мая 2008 года.
Главный редактор портала Islamnews — Ринат Низаметдинов.
В 2009 году портал при содействии WebMoney запустил универсальную платёжную систему для мусульман «Халяль-деньги» с помощью которой те могут осуществлять электронные платежи платежи за разрешённые шариатом товары.

## Отзывы

### Положительные
По мнению филолога Р. Л. Исхакова портал входит в число ведущих мусульманских СМИ в России.

### Критические
Правоведы Н. В. Володина, В. В. Меркурьев, С. В. Борисов отмечают, что «по мнению Р. Сулейманова, взгляды религиозных экстремистов активно навязываются при помощи сайта „IslamNews“ и отдельных журналистов-мусульман с радикальными исламистскими взглядами и позицией»
Корреспондент Агентства политических новостей В. Данилевская описывая в своей статье итоги круглого стола «Повышение уровня законодательной защиты от мошеннических действий деструктивных сект» прошедшего 17 февраля 2016 года в Совете Федерации России указала на то, что «в ситуации с травлей Ларисы Астаховой сейчас осуществляется явно саентологическая провокация с использованием исламских СМИ», к числу которых относит «Islam News», на веб-сайте которого «вышло несколько публикаций, где Астаховой ставится в вину, что в учебной программе одной из преподаваемых дисциплин в список дополнительной для чтения литературы включена знаменитая книга Александра Дворкина „Сектоведение“». Кроме того Данилевская высказала мнение, что «возмущение со стороны какой-то части мусульманской общественности удивительно, если учитывать, что саентология явно не является дружественной и духовной близкой религией для ислама и не способствует его распространению».

## Интересные факты
В 2008 году на страницах портала появилась реклама мерных икон и изготавливаемых на заказ деревянных крестов. Один из создателей проекта "Мерная икона", заместитель председателя правления Российского клуба православных меценатов Владимир Миков в интервью «Интерфакс-Религия» высказал мнение, что эта акция мусульманского издания является свидетельством укрепления межрелигиозных отношений в стране: «Отрадно видеть, что мусульмане начинают пересматривать своё негативное отношение к иконам, которые, конечно, не имеют никакого отношения к идолам и идолопоклонству». Кроме того он отметил, что мусульмане стали гораздо чаще покупать иконы и православную атрибутику, как и использовать святую воду и ладан. В свою очередь Ринат Низаметдинов заявил корреспонденту интернет-издания "Портал-Credo.ru", что эта реклама мерных икон и крестиков оказалась на его сайте по недоразумению: «Она попала туда в общем потоке контекстной рекламы Яндекса».